# アダム・ジェイコブ・シュビン
アダム・ジェイコブ・シュビン（Adam Jacob Szubin）は、アメリカ合衆国の政治家。
外国資産管理局局長（2006年–2015年）、テロ・金融犯罪担当財務次官（2015年–2017年）、財務長官（2017年）を歴任した。

## 生い立ち
シュビンはユダヤ系の家庭に育ち、ニュージャージー州のヤビ・アカデミーとニューヨーク州のラマーズ・スクールで教育を受けた。シュビンはハーバード大学で学士号を、ハーバード・ロー・スクールで法務博士号を、それぞれ取得した。

## 家族
シュビンはワシントンD.C.に居を構え、妻ミリアムとの間に子供を3人もうけた。

## 財務省
シュビンは2004年に財務省に入省。ブッシュ子政権でテロ・金融犯罪担当財務次官上級補佐官を務めた。彼は2006年から2015年までの計9年間（ブッシュ子政権3年、オバマ政権6年）、外国資産管理局局長を務めた。
2015年4月15日、バラク・オバマ大統領はシュビンをテロ・金融犯罪担当財務次官に任命。上院銀行委員会は2016年にシュビンの指名を承認したが、上院本会議による承認は行われなかった。上院による承認が完了していない中で、2017年1月にドナルド・トランプ次期大統領はシュビンに留任を要請。そして2017年1月20日のトランプ政権発足と同時にジェイコブ・ルー財務長官とサラ・ブルーム・ラスキン財務副長官が退任したことで、シュビンが財務長官代行となった。シュビンは後任の財務長官としてスティーヴン・マヌーチンが承認を受けた後、政権から退く。